# Махапариниббана-сутта
Махапариниббана Сутта (санскрит: IAST: Mahāparinirvāṇa sūtra, «Сутра о великой паринирване», «Нирвана сутра») — одна из важнейших сутт палийского канона, описывающая последние дни Будды Сиддхартхи Гаутамы Шакьямуни. 16-я, самая длинная сутра в составе Дигха-Никаи. Одна из двух санскритских версий, которая является переводом палийского текста и относится к раннебуддийской школе сарвастивада. Махаянский аналог Махапариниббана сутты — «Махапаринирвана сутра», написан на санскрите и существенно отличается по содержанию от сутты на пали с тем же названием.
В Махапариниббане Сутте повествуется о последних днях Будды на земле. Структурно она состоит из шести глав. Текст неоднократно переводили на европейские языки. На русский язык переведена в 1893 году.

## Содержание

#### Глава 1
Сутра открывается рассказом о событиях в столице царства Магадхи — Раджагрихе. События происходят спустя семь лет после попытки двоюродного брата Будды и члена Сангхи Дэвадатты расколоть Сангху. Правитель Косалы Пасенади был свергнут, род шакьев прервался. Царь Аджаташатрувознамерился уничтожить ваджианов, один из трех независимых от него кланов, живших у подножия Гималаев. Он отправил к Будде своего министра, брахмана Вассакару, рассказать о своих планах и выслушать его мнение, «ибо Татхагаты никогда не говорят неправды».
Выслушав посланника, Будда задал Ананде, который присутствовал на аудиенции, обмахивая Пробуждённого опахалом, 7 вопросов относительно того, как живут ваджианы. Ананда ответил, что ваджианы соблюдают семь условий (собирают мирный совет для обсуждения проблем, не отменяют старых законов, уважают старейшин, храмы и святилища, не насилуют женщин, жертвуют святым местам и оказывают гостеприимство аскетам). Будда сказал, что их ждет преуспевание.
Вернувшись к царю, Вассакара сообщил, что начинать войну бессмысленно. Ананда созвал монахов и Будда прочел им проповедь о 7 принципах, необходимых для процветания сангхи, дал наставление, содержащее суть учения и отправился в своё последнее путешествие. Через Амбалаттхику он прибыл в Наланду, где впоследствии был открыт буддийский университет. Это были родные места одного из двух великих учеников Будды — Шарипутры.
Почувствовав приближение срока окончательного ухода в ниббану, Шарипутра захотел поделиться Дхармой со своей матерью и покинул Учителя. Прибыв в город Паталигаму, Татхагата дал проповедь о недостатках безнравственности и пользе нравственности. В этом городе строилась крепость, чтобы отразить нападение ваджиан. Будда предсказал, что «здесь будет прекрасный город Паталипутта, средоточие всех родов торговли. Но три опасности будут тяготеть над Паталипуттой: опасность огня, опасность воды и опасность раздоров».

#### Глава 2
В селении Катигама Будда дал наставление монахам о благородных истинах. В селении Наттика в беседе с Анандой он поведал о дальнейшей судьбе скончавшихся монахов и мирян (невозвращение и Пробуждение) и дал ему наставление о Зеркале Дхаммы. Затем они отправились в Вайшали, где куртизанка Амрапали пригласила их на трапезу и подарила общине монахов манговую рощу. Сезон дождей Будда провёл в Велувагаме, там его поразил сильный недуг, но он отбросил болезнь и удержал себя в жизни, поскольку хотел в последний раз собрать учеников.

#### Глава 3
Проведя день у надгробия Чапалы, Будда говорит Ананде, что тот, кто взращивал четыре основы психических сил, при желании мог бы жить до конца кальпы. Он повторяет это трижды, но Ананда, чей разум был помутнён Марой, не просит Татхагату остаться. Когда Ананда ушёл, к Будде является Мара и говорит ему, что пришла пора покинуть мир, поскольку его учение распространилось по всему свету. И Татхагата отвечает, что к концу третьего месяца от сего дня он уйдет. В момент отречения Будды от жизни случилось землетрясение и разразилась гроза. Поразившийся этим явлениям Ананда спрашивает Татхагату об их причине и получает ответ в 8 положениях. Затем Будда даёт поучение о 8 видах собраний, 8 областях мастерства, 8 освобождениях и рассказывает о своей встрече с Марой в прошлом и сегодня. Ананда принимается умолять Учителя не отрекаться от жизни, но время уже упущено.

#### Глава 4
Посетив последний раз Весали, Будда отправился в Бхаганагару. По пути он давал наставления о четырёх принципах, реализованных Татхагататой: нравственности, глубоком сосредоточении, мудрости и высшем освобождении. В Бхаганагаре он дал напутствие о четырёх великих отношениях и отправился в Паву, где остановился в манговой роще Чунды-кузнеца.
Кузнец Чунда, почитатель Будды, приготовил угощение. Вкусив блюдо сукара-мадава (пали sukara-maddava, в разных переводах упоминаются нежная свинина, грибы или клубни ямса), Будда велел Чунде зарыть остатки в землю, затем он почувствовал недомогание и у него начались сильные боли. Терпеливо перенося страдания, он отправился в Кушинару. Остановившись передохнуть, Будда попросил Ананду принести воды. Ананда возразил, что вода в ручье взбаламучена множеством проехавших повозок и лучше бы дойти до реки. Будда трижды повторил просьбу. Подойдя в ручью, Ананда увидел, что его воды чудесным образом очистились, он наполнил чашу и принёс воду Татхагате.
По дороге им встретился Пукуса, ученик Алары Каламы. Он был поражён рассказом Будды о силе его сосредоточения, попросил принять его в ученики и преподнёс Благословенному два комплекта парчовых одеяний, вышитых золотом. Будда одно одеяние отдал Ананде, а второе принял сам. Когда он облачился, парча утратила свой блеск, потускнев от сияния, исходившего от кожи Татхагаты, которое было знаком скорого отхода в паринирвану. Омывшись и утолив жажду в водах реки Какудха, Будда прилёг отдохнуть. Обратившись к Ананде он попросил избавить Чунду от возможных упрёков в его отравлении, поскольку в этом мире два пожертвования считаются наилучшими: одно из них - то,  после которого Бодхисаттва достигает Пробуждения и то, после которого уходит в окончательную нирвану.

#### Глава 5
В Саловой Роще Маллов, поблизости от Кушинары Ананда приготовил для Будды ложе головой к северу. Деревья-близнецы, между которыми Татхагата прилёг в позе льва, осыпали его цветами, хотя пора цветения ещё не наступила. С неба посыпались цветы Мандарава и хлопья небесного сандала. Будда сказал, что со стороны моханов и мирян лучший способом почтить его — это следовать Дхамме. Затем он велел старейшине Упаване, который обмахивал его, отойти в сторону. Ананда спросил, чем провинился Упавана. Татхагата ответил, что вины на нём нет, но он мешает многочисленным божествам, собравшимся вокруг, видеть Просветлённого. Далее он перечислил 4 места для почитания своим последователям: место рождения (Лумбини), просветления (Бодх-Гая), место первого раскрытия Дхармы (Сарнатх) и паринирваны (Кушинара). Посетившие эти места после смерти обретут рождение в небесных обителях счастья.

Ананда задал Будде вопрос о том, как следует вести себя с женщинами, как воздавать почести и как поступить с телом Татхагаты. Относительно женщин Будда посоветовал не смотреть на них, не разговаривать с ними и сохранять самоконтроль. Усердие на пути к благой цели он назвал лучшим способом почитать Татхагату и дал распоряжения о кремации и возведении ступы. Далее он перечислил четыре личности, достойные ступы (Татхагата, паччекабудда, последователь Татхагаты и Совершенный Царь Миродержец). Удалившись в вихару, Ананда принялся горько плакать о том, что скоро он останется один. Будда позвал его и утешил словами о том, что разрушение всего составного неизбежно. Далее он сказал, что Ананда обрёл своим служением великие добродетели и скоро достигнет архатства, а также сообщил собравшимся монахам, что у всех будд прошлого и будущего были и будут помощники подобные Ананде. Ананда же обладает четырьмя прекрасными качествами, которые есть также у Царей Миродержцев: монахи и монахини/миряне и мирянки радуются, видя и слушая его, и огорчаются, когда тот умолкает. 
Ананда посетовал, что они остановились в столь убогом месте как Кушинара, неподходящем для последнего пристанища Просветлённого, и предложил отправиться в какой-нибудь город. Тогда Будда поведал что прежде в Кушинаре, которая тогда называлась Кусавати, располагалась верховная резиденция царя Махасудассаны. Это была великий и процветающий город.

Ананда оповестил Маллов Кусинарских, собравшихся в зале для обсуждения общественных дел, о скорой кончине Будды. Глубоко опечаленные Маллы отправились в саловую рощу, их было так много, что, воздавая Благословенному почести по одному, они не успели бы предстать перед ним до утра. Тогда Ананда расположил их по семействам и они все предстали перед Татхагатой ещё в первую ночную стражу. 
В то время в Кусинаре обитал отшельник Субхадда, не являвшийся верующим. Услышав о скорой паринирване Будды он обратился к Ананде с просьбой предстать перед ним, чтобы избавить его от неуверенности. Ананда отказал, сославшись на то, что Учитель утомлён. Отшельник трижды повторил свою просьбу. Его услышал Будда, велел допустить к нему Субхадду и коротко объяснил, что без опоры на Дхамму не может быть святой жизни. Сделав исключение из правил, согласно которому последователи других учений должны были пройти испытательный срок 4 месяца, Благословенный сразу принял Субхадду в общину. Он стал последним учеником Будды и достиг архатства через нескольку минут.

#### Глава 6.
Будда обратился к монахам с последним напутственным словом. Он напомнил, что Дхамма (Закон Будды)  и Виная будут им учителями после его ухода. Установил правило обращения между монахами: равные по старшинству должны звать друг друга «друг» (пали avuso), а младшие старших «достопочтенный» (пали bhante). И разрешил отменять незначительные положения Винаи. Последним распоряжением он наложил высшее наказание (пали brahmananda) на монаха Чанну — не разговаривать с ним и не давать ему советов, пока он не раскается. Затем Татхагата спросил собравшихся монахов, нет ли у них вопросов относительно Будды, Дхаммы, Сангхи и способа практики. Он трижды повторил вопрос, но монахи молчали, поскольку все 500 собравшихся были вошедшими в поток и не имели сомнений. Произнеся:
В этот час, монахи, я говорю вам: все обусловленное обречено на распад.
Старайтесь - и вы достигнете цели!
Будда погрузился в 4 дхьяны и достиг стадии угасания восприятия. Ананда не мог этого распознать, но Ануруддха, обладавший божественным зрением, видел, что Учитель ещё не ушёл. Затем Будда стал погружаться в каждую из 10 стадий концентрации, начиная с последней и вернулся в первую дхьяну. После этого он вновь поднялся сквозь все 4 дхьяны и достиг паринирваны. В тот же миг случилось страшное землетрясение и в небе загрохотал гром. Брахма Сахампати воскликнул, что даже тело Будды непостоянно. Сакка произнёс:
Как непостоянны все сотворённые вещи!
Их природа: рождение и смерть.
Одни монахи, подобно Ананде, страшно горевали, другие, внимательные и осознанные, сохраняли спокойствие. Остаток ночи Ануруддха и Ананда провели в беседе о Дхамме. А наутро Ануруддха, занявший место старшего ученика Будды, попросил Ананду сообщить маллам о паринирване Татхагаты. 6 дней маллы выражали почтение телу Будды танцами, гимнами, цветами, благовониями и музыкой. На 7 день они соорудили погребальный костёр, но поджечь его не удалось. Ануруддха объяснил, что им мешают дэвы, которые хотят дождаться прихода Махакашьяпы. По прибытии Махакашьяпа трижды обошёл вокруг тела Будды, после чего костёр вспыхнул сам. После кремации остались лишь кости, пепла не было. Следующие 7 дней маллы воздавали почести останкам Будды. Тем временем весть о его паринирване распространилась. Царь Магадхи Аджатасатту, Личчхави из Весали, Шакьи из Капилавасту и многие другие изъявили желание получить частицу святых останков, чтобы воздвигнуть ступу. Начавшуюся было ссору прервал брахман Дона, который предложил разделить мощи на 8 частей, для себя брахман попросил урну, ещё один клан получил угли от костра. Всего в память Будды было воздвигнуто 10 ступ.